# Blackthorne
Blackthorne (también conocido como Blackhawk en algunos países europeos) es un videojuego de plataformas desarrollado por Blizzard Entertainment.
Blackthorne fue lanzado para SNES y MS-DOS en 1994, y con gráficos mejorados y una mayor paleta de colores para Sega 32X en 1995 y para Mac OS en 1996. Blizzard Classic Arcade publicó una versión para Game Boy Advance en 2003, igualmente con una paleta más brillante que en las versiones originales, si bien, debido a la menor cantidad de botones de esta consola, algunas acciones tienen que realizarse con combinaciones de botones.

## Historia
Blackthorne tiene lugar en el planeta Tuul, que ha existido por cientos de años sin ser conocido por el hombre. Durante todo este tiempo, la gente de Tuul ha sido gobernada por un chamán que fue "bendecido con todo el conocimiento". Años antes del principio del juego, Thoros, el último gobernante, encuentra casi imposible el decidir cuál de sus dos hijos será su sucesor. Creyendo que así resolvería su dilema, los lleva a ambos a los desiertos y se suicida. Su cuerpo se convierte en dos piedras, una oscura y una clara, y se las entrega a cada hijo para que gobiernen sus respectivos reinos. La gente de la piedra clara forma el reino de Androth, y la gente de la piedra oscura forma el Ka'dra'suul. Pero mientras Androth respeta su piedra, Ka'dra'Suul rechaza la suya, y sus habitantes terminan siendo transformados por ella en monstruos. Entonces un  ka'dra llamado Sarlac toma el poder, forma un ejército y lo lanza contra Androth.
Sabiendo que se aproxima el fin de su gente, el gobernante de Androth, el Rey Vlaros, con la ayuda del mago de Androth, Galadril, envía a su hijo Kyle a la Tierra para salvar su vida. Vlaros también le da a Kyle la piedra clara para que la resguarde. La intención de Vlaros era que Kyle regresase algún día y salvase a su gente.
20 años después, Kyle se convierte en un renombrado capitán militar y mercenario. Tras huir de prisión después de haberse enfrentado a una corte marcial, Kyle comienza a tener sueños extraños, y finalmente es visitado por Galadril, quien le explica que ha llegado el momento de regresar a Tuul y salvar a su gente. El juego comienza aquí, cuando Kyle se embarca en una misión para matar a Sarlac y reclamar su trono.

## El juego
El juego se centra en el protagonista Kyle Vlaros, conocido como Blackthorne, que busca venganza contra Sarlac y sus lacayos. El juego incluye largas secuencias de plataformas, en las cuales Kyle debe correr y escalar, encontrar llaves y otros objetos, y progresar hasta el final de cada nivel, que tienen forma de laberintos. El combate en Blackthorne se realiza con armas de fuego. Tanto Blackthorne como sus enemigos pueden usar los muros para eludir los disparos. Blackthorne también puede disparar a sus espaldas sin mirar.
El juego cuenta con diecisiete niveles divididos en cuatro áreas - las minas de Androth (mines), los bosques/pantanos Karrellianos (Karrellian forests/swamps), el Páramo desértico (Wasteland desert), y la Torre Oscura (Shadow Keep). La versión de Sega 32X incluye una quinta área, las montañas nevadas (snowy mountains). A medida que el juego progresa a través de estas áreas, Kyle se vuelve más fuerte y mejor armado, pero también lo hacen sus enemigos.
A lo largo del juego, Kyle utiliza una escopeta de corredera como su arma principal. A medida que el juego progresa, sus aliados de Androth le ayudan a mejorar su arma, aumentando su velocidad y potencia. Kyle también encontrará otros artículos útiles por el camino:
- Bridge Key (Llave de puente) - Una llave de oro que activa un campo de fuerza en algunos pedestales que sirve como puente. Estas llaves pueden ser después retiradas de estos pedestales para usarlas en otro lugar.
- Iron Key (Llave de hierro) - Una llave que desactiva un campo láser, que no pueden ser desactivados simplemente destruyendo su generador. Estas llaves sólo se pueden utilizar una vez.
- Hover Bomb (Bomba flotante) - Al ser lanzada, esta bomba se activa y rueda sobre el suelo y las paredes hasta alcanzar un objetivo. Es útil para matar enemigos, pero en algunos niveles debe ser utilizada para abrir puertas y destruir generadores. Algunos niveles no pueden completarse si hemos utilizado una de estas bombas donde no debíamos.
- Fire bomb (Bomba de fuego) - Estas bombas explotan tras entrar en contacto con el suelo y dañan a todo lo que se encuentre cerca del lugar donde caen. No necesariamente destruyen lo que alcanzan con la explosión como ocurre con las hover bombs, debilitando a los enemigos, pero no matándolos. Son especialmente efectivas contra plantas carnívoras.
- Levitator (Levitador) - Una plataforma que puede subir y que se extiende en forma vertical para ayudar al jugador a alcanzar lugares que se encuentran fuera de su alcance. También es útil para evitar la línea de fuego del enemigo.
- Potion (Poción) - Una poción que devuelve la salud del jugador a su valor máximo. A medida que el juego avanza, se vuelven más difíciles de encontrar.
- Remote Wasp (Avispa remota) - Una bomba con forma de avispa que puede ser enviada volando por control remoto. Al igual que la hover bomb, es útil para eliminar a enemigos, pero en muchas ocasiones es necesaria para destruir generadores que alimentan a los campos láser. Uno de los enemigos que nos encontraremos utiliza estas bombas, y lo habitual es que las consigamos matando precisamente a este tipo de enemigos.

### Enemigos
- Grag'ohr, comúnmente conocidos como orcos o goblins, son los enemigos más comunes que Kyle encontrará en su camino. Utilizan rifles, mientras que los de color púrpura también utilizan bombas avispas. También pueden golpear con sus puños a Kyle si el jugador se acerca mucho. La cantidad de daño que pueden aguantar varía según el color de su piel.

- Whar'orks, son demonios azules de considerable tamaño que se encuentran por lo general cerca de los esclavos. Utilizan un látigo como arma, y su armadura es tan fuerte que sólo pueden ser derrotados con una bomba flotante.

- Spider Mines, son un peligroso enemigo que conviene evitar: Kyle debe saltar por encima de ellas cuando se acercan, o pegarse a las parades cuando pasan; de lo contrario, explotarán.

- Eekers, son plantas con tentáculos que se encuentran en las últimas tres zonas. Por lo general se pueden evitar, pero en caso de ser atrapado por una de ellas, Kyle luchará por su cuenta y se liberará, o terminará siendo comido (dependiendo de cuánta vida tenga).

- Andromedogs, son traidores de Androth que trabajan para Sarlac y aparecen en las últimas tres áreas del juego. Traen consigo pistolas y atacan a Kyle o a otras personas de Androth nada más verlos. También pueden patear al jugador si éste se acerca demasiado a ellos. Gran parte del segundo capítulo incluye grandes peleas entre rebeldes de Androth y Andromedogs.

- Gólems, son enemigos que aparecen en las partes finales de los últimos dos niveles. Se "disfrazan" de estatuas rocosas que se encuentran en los últimos niveles, y pueden rodar como pelotas. Primero se encuentran los gólems dorados, y luego, en el castillo de Sarlac, se encuentran los gólems plateados.

- Sarlac, el villano del juego. Tiene varios ataques, que van desde fuertes golpes físicos hasta magia, además de ordenar a sus bestias guardianas que lancen bombas. Una vez derrotado Sarlac, Kyle toma su cráneo como trofeo, que aparece detrás de su trono al final del juego.

## Censura
En la versión de SNES (americana y europea) se retiran los efectos de sangre cuando se les dispara a los prisioneros, los cadáveres sangrantes y el chorro de sangre en la pantalla del logo de Blizzard y en la pantalla de fin de partida. En la versión japonesa de SNES se elimina toda la sangre y no se les puede disparar a los prisioneros. 
La versión de Sega 32X sólo tiene censura en la pantalla del logo de la empresa.